# Maskat
Maskat (arabsko: مَسْقَط, izgovorjava Masqaṭ [ˈmasqatˤ]) je glavno mesto in najbolj naseljeno mesto v Omanu. Je sedež guvernerja Maskata. Po podatkih Nacionalnega centra za statistiko in informacije (NCSI) je skupno prebivalstvo guvernata Maskat septembra 2018 znašalo 1,4 milijona. Metropolitansko območje se razteza na približno 3500 km2  in vključuje šest območij, imenovanih vilajet. Maskatu, ki je že od začetka 1. stoletja našega štetja znan kot pomembno trgovsko pristanišče med zahodom in vzhodom, so vladala različna domorodna plemena in tuje sile, kot so Perzijci, Portugalski imperij, Iberska unija in Osmansko cesarstvo na različnih točkah svoje zgodovine. Vpliv Maskata, regionalne vojaške sile v 18. stoletju, je segal vse do vzhodne Afrike in Zanzibarja. Kot pomembno pristaniško mesto v Omanskem zalivu je Maskat pritegnil tuje trgovce in naseljence, kot so Perzijci in Beluhi. Od vzpona Qabusa bin Saida kot omanskega sultana leta 1970 je Maskat doživel hiter infrastrukturni razvoj, ki je privedel do rasti živahnega gospodarstva in večetnične družbe. Maskat Mreža za raziskovanje globalizacije in svetovnih mest (Globalization and World Cities Research Network) imenuje Beta - Global City.
Skalnato zahodno gorovje Hadžar prevladuje nad pokrajino Maskata. Mesto leži ob Arabskem morju ob Omanskem zalivu in je v bližini strateške Hormuške ožine. Nizko ležeče bele stavbe predstavljajo večino mestne krajine Maskata, medtem ko pristaniško okrožje Muttrah s svojim zaledjem in pristaniščem tvori severovzhodno obrobje mesta. V gospodarstvu Maskata prevladujejo trgovina, nafta, utekočinjeni zemeljski plin in pretovor.

## Toponimija
Ptolemajev zemljevid Arabije identificira ozemlja Cryptus Portus  in Moscha Portus. Učenjaki so deljenih mnenj o tem, kateri od obeh je povezan z mestom Maskat. Podobno se Arijan sklicuje na Omana in Moscha v Nearchusovem potovanju. Interpretacije Arijanovega dela Williama Vincenta in Jeana Baptista Bourguignona d'Anvilla sklepajo, da se je Omana nanašala na Oman, medtem ko se je Moscha nanašala na Maskat. Podobno drugi učenjaki opredeljujejo Plinija Starejšega, da je Amithoscuta Muskat.
Izvor besede Maskat je sporen. Nekateri avtorji trdijo, da je beseda arabskega izvora – iz moscha, kar pomeni »napihnjena koža« ali »koža«. Drugi avtorji trdijo, da ime Maskat pomeni sidrišče ali kraj »spuščanja sidra«. Druge izpeljanke vključujejo maskat iz stare perzijščine, kar pomeni »močno dišeč«  ali iz arabščine, kar pomeni »izgubljeno mesto«  ali skrito. Cryptus Portus je sinonim za Oman (»skrita dežela«). 
Toda Ov-man (Oman) in staro sumersko ime Magan (Maa-kan) v arabščini pomenita morske ljudi. Prebivalec je Maskater, Maskatit, Maskatian ali Maskatčan. 
Leta 1793 n. št. je bila prestolnica prenesena iz Rustaqa v Maskat.

## Zgodovina
Ustanovljen pred 900 leti in znan po svoji zgodovinski vlogi, je oaza zelenja, čistoče in reda, ki jo zaznamujejo sodobno cestno omrežje in napredno organizirane storitve. Dokazi o skupni dejavnosti na območju okoli Maskata segajo v 6. tisočletje pred našim štetjem v Ras al-Hamra, kjer so našli grobišča ribičev. Grobovi so videti dobro oblikovani in kažejo na obstoj pogrebnih ritualov. Južno od Maskata ostanki harapske keramike kažejo na določeno stopnjo stika s civilizacijo doline Inda. Pomembnost Maskata kot pristanišča sta že v 1. stoletju našega štetja priznala grški geograf Ptolemaj, ki ga je omenil kot Cryptus Portus (Skrito pristanišče), in Plinij Starejši, ki ga je imenoval Amithoscuta.
Pristanišče je v 3. stoletju n. š. pod vladavino Šapurja I. padlo pod sasanidsko invazijo, medtem ko je do spreobrnitve v islam prišlo v 7. stoletju. Pomen Maskata kot trgovskega pristanišča je v stoletjih, ki so sledila, pod vplivom dinastije Azd, lokalnega plemena, še naraščal. Ustanovitev prvega imamata v 9. stoletju je bil prvi korak pri utrjevanju različnih omanskih plemenskih frakcij pod zastavo države Ibadi. Vendar so se plemenski spopadi nadaljevali, kar je Abasidom iz Bagdada omogočilo osvojitev Omana. Abasidi so zasedli regijo do 11. stoletja, ko jih je izgnalo lokalno pleme Jahmad. Oblast nad Omanom je prešla s plemena Jahmad na klan Azdi Nabahinah, med čigar vladavino so prebivalci obalnih pristanišč, kot je Maskat, uspevali zaradi pomorske trgovine in tesnih zavezništev z indijsko podcelino, za ceno odtujenosti ljudi v notranjosti Omana.
Portugalski admiral Afonso de Albuquerque je leta 1507 odplul v Maskat, da bi vzpostavil trgovinske odnose. Ko se je približal pristanišču, so njegove ladje obstreljali. Nato se je odločil osvojiti Maskat. Večina mesta je med in po bojih pogorela do tal.
Portugalci so obdržali Maskat več kot stoletje, kljub izzivom iz Perzije in bombardiranju mesta s strani osmanskih Turkov leta 1546. Turki so dvakrat zavzeli Maskat od Portugalcev, 1552 in 1581–88. Izvolitev Nasirja bin Muršida Al-Ja'rubija za imama Omana leta 1624 se je ponovno spremenilo razmerje moči v regiji, od Perzijcev in Portugalcev do lokalnih Omancev. Med najpomembnejšimi gradovi in utrdbami v Maskatu sta utrdbi Al Jalali in Al-Mirani najpomembnejši stavbi, ki so ju zapustili Portugalci. 16. avgusta 1648 je Imam poslal vojsko v Maskat, ki je zajela in porušila visoke stolpe Portugalcev, kar je oslabilo njihov nadzor nad mestom. Odločilno je, da je leta 1650 majhna, a odločna skupina Imamovih čet ponoči napadla pristanišče in prisilila Portugalce k predaji 23. januarja 1650. Državljanska vojna in ponavljajoči se vpadi perzijskega kralja Nader šaha Afšar (perzijsko نادر شاه افشار ali Nader Qoli Beyg نادر قلی بیگ - 1688 – 1747) v 18. stoletju so destabilizirali regijo in še dodatno zaostrili odnose med notranjostjo in Maskatom. Ta vakuum moči v Omanu je pripeljal do nastanka dinastije Al Bu Sa'id, ki od takrat vlada Omanu.

»Maskat je veliko in zelo naseljeno mesto, ki ga na obeh straneh obdajajo visoke gore, spredaj pa je blizu roba vode; zadaj, proti notranjosti, je ravnina, velika kot trg v Lizboni, vsa pokrita s solinami . [T]u so sadovnjaki, vrtovi in palmovi nasadi z vodnjaki za zalivanje s pomočjo vodnikov in drugih motorjev. Pristanišče je majhno, oblikovano kot konjska podkev in zaščiteno pred vsakim vetrom.«

Pomorsko in vojaško nadvlado Maskata je v 19. stoletju ponovno vzpostavil Said bin Sultan, ki je 21. septembra 1833 podpisal pogodbo s predstavnikom ameriškega predsednika Andrewa Jacksona, Edmundom Robertsom. Ko je leta 1840 Said pridobil nadzor nad Zanzibarjem, je svojo prestolnico preselil v Stone Town, starodavno četrt mesta Zanzibar; vendar je bil po njegovi smrti leta 1856 nadzor nad Zanzibarjem izgubljen, ko je postal neodvisen sultanat pod njegovim šestim sinom, Madžidom bin Saidom (1834/5–1870), medtem ko je tretji sin, Tuvaini bin Said, postal omanski sultan.
V drugi polovici 19. stoletja je bogastvo Al Bu Sa'ida upadlo in ponovno so se v notranjosti pojavila trenja z imami. Maskat in Muttrah so leta 1895 napadla plemena iz notranjosti in ponovno leta 1915. Britanci so sklenili začasno premirje, ki je notranjosti dalo več avtonomije. Vendar pa so se konflikti med različnimi plemeni v notranjosti ter s sultanom Maskata in Omana nadaljevali v 1950-ih in sčasoma prerasli v Dofarski upor (1962). Upor je prisilil sultana Saida bin Taimurja, da je za zadušitev uporov iz notranjosti poiskal pomoč Britancev. Neuspeli poskus atentata 26. aprila 1966 na Saida bin Taimurja je povzročil nadaljnjo izolacijo sultana, ki je sredi civilnega oboroženega spopada preselil svojo rezidenco iz Maskata v mesto Salala. 23. julija 1970 je Qabus bin Said, sultanov sin, s pomočjo Britancev izvedel državni udar brez prelivanja krvi v palači Salala in prevzel položaj vladarja.
Qabus bin Said je s pomočjo Britancev končal Dofarski upor in združil različna plemenska ozemlja. Državo je preimenoval v sultanat Oman (doslej imenovan Maskat in Oman), da bi končal izolacijo notranjosti od Maskata. Qabus je pridobil storitve sposobnih Omancev, da bi zapolnil položaje v svoji novi vladi, in jih potegnil iz takih korporacij, kot je Petroleum Development Oman. Ustanovljena so bila nova ministrstva za socialne storitve, kot sta zdravstvo in izobraževanje. Gradnja Mina Qabus, novega pristanišča, ki si ga je prvotno zamislil Said bin Taimur, se je razvila v zgodnjih dneh Qabusove vladavine. Podobno je bilo razvito novo mednarodno letališče v okrožju Seeb. Kompleks pisarn, skladišč, trgovin in domov je spremenil staro vas Ruvi v Muttrahu v trgovsko okrožje. Prvi petletni razvojni načrt iz leta 1976 je poudarjal infrastrukturni razvoj Maskata, ki je v 1980-ih in 1990-ih ponudilo nove priložnosti za trgovino in turizem ter pritegnilo migrante iz vse regije. 6. junija 2007 je ciklon Gonu prizadel Maskat in povzročil veliko škodo na lastnini, infrastrukturi in komercialni dejavnosti.
Zgodnje fotografije mesta in pristanišča, ki jih je v začetku 20. stoletja posnel nemški raziskovalec in fotograf Hermann Burchardt, so zdaj shranjene v Etnološkem muzeju v Berlinu. 

## Geografija
Maskat leži v severovzhodnem Omanu. Rakov povratnik poteka južno od območja. Na zahodu meji na ravnice regije Al Batinah, na vzhodu pa na regijo Aš Šarkija. Notranje ravnice regije Ad Dakilija mejijo na Maskat na jugu, medtem ko Omanski zaliv tvori severno in zahodno obrobje mesta. Voda ob obali mesta je globoka in tvori dve naravni pristanišči v Muttrahu in Maskatu. Centralno gorovje Hadžar poteka skozi severno obalo mesta.
Vulkanske kamnine, pretežno serpentinit in diorit, so očitne na območju Maskata in se raztezajo vzdolž obale Omanskega zaliva 10 ali 12 kilometrov od okrožja Darsait do Jitija. Plutonske kamnine sestavljajo hribe in gore Maskata in se raztezajo približno 48 km od Darsaita do Ras Džisaha. Te magmatske kamnine so sestavljene iz serpentinita, zelenega kamna in bazalta, značilnega za kamnine v jugovzhodnih regijah Arabskega polotoka. Južno od Maskata so vulkanske kamninske plasti razdrobljene in popačene ter se dvigajo do največje višine 1800 m v Al-Dahiliji, regiji, ki vključuje Džabal Akhdar, najvišje gorovje v državi. Griči v Maskatu so večinoma brez rastlinja, vendar so bogati z železom.
V Maskatu prevladuje halofitna puščavska vegetacija tipa sabka. Naravni rezervat Qurm vsebuje rastline, kot sta Arthrocnemum Macrostachyum in Halopeplis Perfoliata. Koralni grebeni so pogosti v Maskatu. Grebeni Acropora obstajajo v zaščitenih zalivih satelitskih mest Džusa in Kairan. Poleg tega v Kairanu obstajajo manjše kolonije grebenov Porites, ki so se oblikovali v tlak z ravnim vrhom, ki je viden ob oseki. V vodah območja Maskata najdemo rakovice in sladkovodne rake, prav tako sardele in palamide. Ribe Ambassidae so pogoste v sladkovodnih estuarijih, kot je naravni rezervat Qurum.
Ulica sultana Qabusa tvori glavno arterijo Maskata, ki teče skozi mesto od zahoda proti vzhodu. Ulica blizu Al Vataja postane ulica Al Nahdah. Več medmestnih cest, kot sta cesta Nizva in cesta Al Amrat, se križa s cesto Al Sultan Qabus (v Rusailu oziroma Ruviju). Muttrah s pristaniščem Maskat, zaledjem in Mina Qabus je na severovzhodni obali mesta, ki meji na Omanski zaliv. Druga obalna okrožja so Darsait, Mina Al Fahal, Ras Al Hamar, Al Qurum Heights, Al Khuvair in Al Seeb. Stanovanjska in poslovna okrožja v notranjosti so Al Hamrijah, Al Vadi Al Kabir, Ruvi, Al Vattajah, Madinat Qabus, Al Azaiba in Al Ghubra.

### Podnebje
Maskat odlikuje vroče, sušno podnebje (Köppnova podnebna klasifikacija BWh) z dolgimi in zelo vročimi poletji ter toplimi zimami. Letna količina padavin je približno 10 cm, ki padejo večinoma od decembra do aprila. Na splošno je v Maskatu malo padavin, več mesecev v povprečju opazimo le sled padavin. Toda v zadnjih letih so mesto prizadele obilne padavine iz tropskih sistemov, ki izvirajo iz Arabskega morja. Ciklon Gonu junija 2007 in ciklon Phet junija 2010 sta prizadela mesto z uničujočimi vetrovi in količino padavin, ki je v samo enem dnevu presegla 100 mm. Podnebje je na splošno zelo vroče in tudi zelo vlažno poleti, s temperaturami, ki poleti pogosto dosežejo celo 40 °C.

## Gospodarstvo
V gospodarstvu Maskata, tako kot v Omanu, prevladuje trgovina. Bolj tradicionalni izvoz mesta je vključeval datlje, bisere in ribe. Številne tržnice v Muttrahu prodajajo te predmete in tradicionalne omanske artefakte. Petroleum Development  Oman je osrednjega pomena za gospodarstvo Maskata vsaj od leta 1962 in je drugi največji delodajalec v državi, takoj za vlado. Njegovi glavni delničarji so Royal Dutch/Shell, Total in Partex, njegova proizvodnja pa je ocenjena na približno 720.000 sodčkov na dan. Maskat ima tudi velika trgovska podjetja, kot je Suhail Bahwan Group, ki je trgovski partner za korporacije, kot so Toshiba, Subaru, Seiko, Hewlett Packard, General Motors, RAK Ceramics; Saud Bahwan Group, katere trgovinski partnerji so Toyota, Daihatsu, KIA in Hertz Rent-a-Car; Zubair Automotive, katerega trgovinski partnerji so Mitsubishi in znamke Chrysler, kot je Dodge; in Moosa AbdulRahman Hassan, ki deluje kot ena najstarejših avtomobilskih agencij v celotni regiji, ki je bila ustanovljena leta 1927. Zasebni sektor zdravstvenega varstva v Maskatu v Omanu ima številne bolnišnice in klinike.
Muscat Securities Market je glavna borza v Omanu. Stoji v osrednjem poslovnem okrožju Maskata in je bila ustanovljena leta 1988 ter se od takrat odlikuje kot pionir med svojimi regionalnimi vrstniki v smislu predpisov in zahtev glede preglednosti ter razkritja.
Mina'a Sultan Qabus, glavno trgovsko pristanišče v Maskatu, je trgovsko središče med Perzijskim zalivom, indijsko podcelino in Daljnim vzhodom z letno količino približno 1,6 milijona ton. Vendar pa je nastanek proste cone Jebel Ali Free Zone v sosednjem Dubaju v Združenih arabskih emiratih naredil to pristanišče glavno pomorsko trgovsko pristanišče v regiji s približno 44 milijoni ton pretovora letno. Veliko infrastrukturnih objektov je v lasti in upravljanju vlade Omana. Omantel je glavna telekomunikacijska organizacija in zagotavlja lokalne, medkrajevne in mednarodne zmogljivosti za klicanje ter deluje kot edini ponudnik internetnih storitev v državi. Nedavna liberalizacija trga mobilne telefonije je privedla do ustanovitve drugega ponudnika, Ooredoo.
Maskat je dom več milijard dolarjev vrednega konglomerata CK Industries s sedežem v kraju Ruvi. Amtek Industries iz Ajmana ima tudi nekaj pisarn po mestu. Je tudi dom podjetja Galfar Engineering, ki ga vodi P. Mohammed Ali.
Letalska družba Oman Air ima sedež na območju mednarodnega letališča Maskat.

## Demografija
Po popisu prebivalstva iz leta 2003, ki ga je izvedlo omansko ministrstvo za nacionalno gospodarstvo, je imel Maskat več kot 630.000 prebivalcev, od tega 370.000 moških in 260.000 žensk. Maskat je bil drugi največji guvernat v državi, takoj za Al Batinah in predstavlja 27 % celotnega prebivalstva Omana. Od leta 2003 so Omanci predstavljali 60 % celotnega prebivalstva Maskata, medtem ko so izseljenci predstavljali približno 40 %. Gostota prebivalstva mesta je bila 162,1 na km2.
Guvernat Maskat obsega šest vilajetov: Muttrah, Bavšar, Seeb, Al Amrat, Maskat in Qurajat. Seeb, ki je v zahodnem delu guvernata, je bil najbolj poseljen (z več kot 220.000 prebivalci), medtem ko je imel Muttrah največje število izseljencev (z več kot 100.000). Približno 10 % prebivalstva je bilo nepismenega, kar je izboljšanje v primerjavi z 18 % stopnjo nepismenosti, zabeleženo med popisom leta 1993. Izseljenci so predstavljali več kot 60 % delovne sile, prevladovali so moški, ki so predstavljali 80 % celotne delovne sile v mestu.
Na etnično sestavo Maskata so skozi zgodovino vplivali ljudje, ki niso bili domačini na Arabskem polotoku. Britanski parlamentarni dokumenti iz 19. stoletja kažejo na prisotnost pomembnih hindujskih gudžaratskih trgovcev.  Dejansko so štirje hindujski templji obstajali v Maskatu okoli leta 1760. Krščanstvo je cvetelo v Omanu (Bēṯ Mazūnāyē »dežela Maganitov«; ime, ki izhaja iz njegove sumerske oznake) od poznega 4. stoletja do začetka 5. stoletja. Misijonarska dejavnost Asircev Vzhodne cerkve je povzročila, da je v regiji živelo precejšnje krščansko prebivalstvo, s škofom, ki je bil leta 424 n. št. pod metropolitom Farsa in Arabije. Zaradi vzpona islama je sirsko in arabsko govoreče krščansko prebivalstvo sčasoma izginilo. Leta 1507 naj bi ga vrnili Portugalci. Protestantski misijonarji so v 19. stoletju v Maskatu ustanovili bolnišnico.
Tako kot v preostalem Omanu je arabščina prevladujoči jezik v mestu. Poleg tega prebivalci Maskata govorijo angleščino, baloči, sindi, svahili in indijske jezike, kot so bengalščina, gudžarati, hindijščina, konkani, malajalamščina, maratščina, odija, tamilščina, telugu in urdu.
Islam je prevladujoča vera v mestu, večina privržencev pa je ibadijskih muslimanov. Nemuslimani lahko izvajajo svojo vero, vendar ne smejo javno spreobračati ali distribuirati verske literature. Leta 2017 je sultanat Oman vzpostavil Mushaf Maskat, interaktivni kaligrafski Koran po navodilih omanskega ministrstva za ustanove in verske zadeve.

## Znamenitosti
Mesto ima številne mošeje, vključno z veliko mošejo sultana Kabusa, mošejo Ruvi, mošejo Saeeda bin Taimoorja in Zavavijevo mošejo. Tukaj je tudi nekaj šiitskih mošej. Maskat ima številne muzeje. Med njimi so Muzej omanske dediščine, Narodni muzej Omana, Omanski otroški muzej, Bait Al Zubair, Omanski razstavni center za nafto in plin, Omanski francoski muzej, Muzej sultanovih oboroženih sil v trdnjavi Bait Al Falaj, ki je igrala pomembno vlogo v vojaški zgodovini Maskata  in Omanski akvarij ter Center za pomorsko znanost in ribištvo.
Nedavni projekti so operna hiša, ki so jo odprli 14. oktobra 2011. Eden najbolj opaznih novih projektov je Omanski narodni muzej. Pričakuje se, da bo arhitekturni dragulj skupaj z Veliko mošejo sultana Kabusa. Za obiskovalce je prav tako zanimiv obisk Starega Maskata in Stare palače. Glavna nakupovalna četrt je v komercialnem območju Al Qurum. Vendar so nakupovalna središča razpršena po vsem mestu. Eno največjih nakupovalnih središč v Omanu je Oman Avenues Mall, ki je v Ghubri. Drugo največje nakupovalno središče je v Seebu, blizu mednarodnega letališča, imenovano City Center Maskat, v katerem so vse glavne mednarodne blagovne znamke in največji hipermarket Carrefour. Dve novi veliki nakupovalni središči, ki sta bili odprti na območju Mabela v Maskatu, to sta Al Araimi Boulevard in Mall of Maskat. V Mall of Maskat je tudi Omanski akvarij in snežni park, ki je bil odprt konec leta 2019.

## Kultura
Navzven si Oman deli številne kulturne značilnosti svojih arabskih sosed, zlasti tistih v Svetu za sodelovanje v Zalivu. Oman pa je zaradi nekaterih dejavnikov edinstven na Bližnjem vzhodu. Ti izhajajo tako iz geografije in zgodovine kot iz kulture in ekonomije. Relativno nova in umetna narava države Oman otežuje opisovanje nacionalne kulture;  vendar pa znotraj njenih državnih meja obstaja dovolj kulturne heterogenosti, da se Oman razlikuje od drugih arabskih držav Perzijskega zaliva. Kulturna raznolikost Omana je večja od kulturne raznolikosti njegovih arabskih sosed, glede na njegovo zgodovinsko širitev na svahilsko obalo in Indijski ocean.
Oman ima dolgo tradicijo ladjedelništva, saj je pomorsko potovanje igralo pomembno vlogo pri zmožnosti Omancev, da ostanejo v stiku s civilizacijami starodavnega sveta. Sur je bil eno najbolj znanih ladjedelniških mest v Indijskem oceanu. Gradnja ladje Al Ghandža traja celo leto. Druge vrste omanskih ladij so As Sunbouq in Al Badan. 
Marca 2016 so arheologi, ki so delali ob otoku Al-Halanija, odkrili razbitino ladje, za katero domnevajo, da pripada Esmeraldi iz flote Vasca da Game v letih 1502–1503. Razbitino so sprva odkrili leta 1998. Kasnejša podvodna izkopavanja so potekala med letoma 2013 in 2015 v sodelovanju med omanskim ministrstvom za dediščino in kulturo ter podjetjem Blue Water Recoveries Ltd., ki se ukvarja z reševanjem razbitin. Plovilo je bilo identificirano s pomočjo artefaktov, kot so »portugalski kovanec, kovan za trgovino z Indijo (eden od samo dveh kovancev te vrste, za katera je znano, da obstajata) in kamnite topovske krogle, na katerih so bile vgravirane začetnice Vincenta Sodréja, da Gaminega strica po materini strani in poveljnika Esmeralde«.
- Sultanova Palača Al Alam v Starem Maskatu
- V majhnem Starem Maskatu so pisarne in sultanova palača
- Pristaniška scena v Matrahu
- Bančno in poslovno okrožje Ruvi
- Dve trdnjavi v starem mestnem jedru
- Mošeja v Qurumu
- Trdnjava Muttrah